# Operation Hannibal
"Operation Hannibal" er betegnelsen for den massive evakuering af både civile og militært personel, som de tyske myndigheder gennemførte fra Østpreussens og Hela-halvøens kyster under 2. verdenskrigs sidste fase fra januar til maj 1945 .

## Sænkede skibe i Østersøen 1945
Følgende skibe blev sænket:
- MS Wilhelm Gustloff 30. januar 1945 – fyldt med tysk militærpersonel (mindst 1.291)[1], tyske flygtninge og sårede, torpederet udfor Gdańsk af en russisk ubåd (S-13) (mellem 6.050 og 10.582 omkom).[1]

- SS General von Steuben 9. februar 1945 – fyldt med tyske flygtninge, torpederet nær Ustka i Polen af en russisk ubåd (S-13). (Over 3.000 omkom)

- MS Goya 16. april 1945 – fyldt med tyske flygtninge, torpederet ud for Kap Rozewie i Polen af en russisk ubåd (L-3) (Konovalov) (6.800 omkom).

- SS Cap Arcona 3. maj 1945 – med overlevende Kz-fanger fra Neuengamme, sænket af engelske fly ved Lübeck(omkring 5.000 omkom).

- SS Thielbek 3. maj 1945 – tysk flygtningeskib sænket ved Lübecks havn af engelske fly (2.750 omkom).

SS Cap Arcona og SS Theilbeck blev begge angrebet af RAF-fly, der senere hævdede ikke at vide, at der var Kz-fanger om bord, sendt af sted med De hvide busser fra Neuengamme.

## Sovjetunionens sænkninger af troppetransportskibe
Wilhelm Gustloff blev bygget af Blohm & Voss til rederiet "Kraft durch Freude", og var søsterskib til Robert Ley. Det var navngivet efter den likviderede schweiziske nazileder Wilhelm Gustloff. Indtil krigens udbrud var det blevet anvendt som krydstogtskib. Under krigen var det først hospitalsskib, fra 1940 var det opankret i Gotenhafen som kaserneskib.

### Baggrund
I januar 1945 var Den Røde Hær på hastig fremrykning på østfronten. Den 26. januar befriede de koncentrationslejren Auschwitz, og længere mod vest stod hæren kun få kilometer fra de store tyske havnebyer i det tyskbesatte Polen. Fra hele det daværende Østpreussen strømmede titusindvis af flygtninge til de store tyske byer Danzig (Gdańsk) og Gotenhafen (Gdynia). De vidste, at det tidligere krydstogtskib, nu kaserneskib for 1. og 2. Unterseeboot-Lehrdivision Wilhelm Gustloff, lå i havnen sammen med flere store tyske krigsskibe, og håbede at komme med om bord på rejsen vestpå til den tyske flådehavn i Kiel, som alle regnede med ville blive britisk eller amerikansk besættelseszone.

### "Operation Hannibal"
Den 21. januar 1945 gav storadmiral Karl Dönitz ordre til, at alle tyske skibe i området skulle sejle vestpå. Omgående strømmede civile tyskere mod havnen. Det var indledningen på "Operation Hannibal", historiens største evakuering ad søvejen. Mere end to millioner mennesker kom på få uger mod den vestlige del af Tyskland, og omkring 10.000 forsamlede sig omkring Wilhelm Gustloff. På trods af at den officielle, nazistiske fortsatte tro på sejr, gav storadmiral Dönitz ordre til at: "Træffe evakueringsforanstaltninger i henhold til den taktiske situation" af militærpersonel.
Dönitz flygtede selv til Marineskole Mørvig ved Flensborg.

### Evakueringen
Tidligt om morgenen 30. januar 1945, stævnede Wilhelm Gustloff ud fra havnen i Gotenhafen nær Danzig med kurs mod Kiel. Om bord var mellem 6.600 og 10.582 mennesker (oplysningerne varierer), heraf var mellem 4.759 og 9.118 civile flygtninge, besætning og sårede soldater, 918 tyske ubådsofficerer fra 2. Unterseeboot-Lehrdivision, 373 kvindelige ansatte fra den tyske flåde. Inden afsejlingen blev Wilhelm Gustloff bevæbnet med antiluftskyts.

### Sænkningerne
Den sovjetiske kaptajn Alexander Marinesko på den russiske ubåd S-13, sendte tre torpedoer mod Wilhelm Gustloff lige efter 21.00 om aftenen den 30. januar 1945. De ramte alle tre, og skibet sank hurtigt. Klokken 21.50 var det forsvundet fra havets overflade. I forbindelse med torpedering var det katastrofalt, at redningsbådene var blevet fjernet, for at give plads til indkvarteringen af de mange tyske officerer, mens det tjente som kaserneskib. Godt 1.000 blev reddet af tililende skibe, mens mellem 5.600 og 9.582 omkom.
11 dage senere, den 10. februar, lykkedes det Alexander Marinesko at sænke troppetransportskibet SS General von Steuben hvor omkring 4.500 omkom, heraf 2.000 sårede soldater, 320 sygeplejersker, 30 læger og omkring 1.000 flygtninge.

### Hospitalsskibe
Wilhelm Gustloff blev benyttet som hospitalsskib frem til 1940 under navnet Lazarettschiff D, og var indrettet med plads til 500 patienter. Efterfølgende blev det benyttet som kaserneskib i Gotenhafen for officerer fra 1. og 2. Unterseeboot-Lehrdivision.

### Transportskibe
Derudover sænkede sovjetiske fly og ubåde 8 af 21 tyske transportskibe med sårede soldater.

## Britiske bombninger
På Adolf Hitlers ordre, i krigens slutfase foråret 1945, kommanderede nazistiske topledere koncentrationslejrfangerne ud på en dødsmarch. Fra koncentrationslejren Neuengamme ved Hamborg blev 10.000 fanger sendt til Lübeck, hvor de blev bragt ud på skibe, blandt andet den tidligere tyske luksusliner Cap Arcona og fragtbåden Thielbek.
I februar og marts var Cap Arcona sejlet til København med civile tyskere og nazister på flugt for De Allierede, og lå senere for anker i Lübeck Bugt, hvor skibet benyttedes til indespærring af mere end 6.000 koncentrationslejrfanger, der var sendt fra Neuengamme den 20.-26. april, under umenneskelige forhold. Fangerne var indespærret i skibenes lastrum i flere dage uden mad og vand, og hver dag blev døde fanger smidt over bord af SS-officerer.
2. maj nåede engelske tropper frem til Lübeck, som blev indtaget uden modstand. Røde Kors' repræsentant, der inspicerede skibet, meddelte, at der var fanger om bord. Informationerne nåede imidlertid ikke frem til Typhoon-eskradrillen, som ved tidligere rekognosceringer havde set SS-officerer på dækket, og den 3. maj 1945 angreb eskadrillen skibet. Indtil da havde fangerne frygtet, at nazisterne ville myrde dem ved at sænke skibene; da de så de engelske fly, troede de, at de nu blev reddet og jublede.
I stedet bombede englænderne Cap Arcona og 5.000 mennesker omkom.